# سیارک ۱۰۸۷۲۰
سیارک ۱۰۸۷۲۰ (به انگلیسی: 108720 Kamikuroiwa، نامگذاری:2001OT23) صد و هشت هزار و هفتصد و بیستمین سیارک کشف شده‌است که در ۲۲ ژوئیه ۲۰۰۱ کشف شد.